# Diarra Traoré
Diarra Traoré (* 1935; † 8. Juli 1985) war 1984 Premierminister von Guinea.

## Politische Laufbahn
Traoré gehörte zur Volksgruppe der Malinke und war Oberst der Armee Guineas. Er und Oberst Lansana Conté stürzten am 3. April 1984 den Interimspräsidenten Louis Lansana Béavogui, der erst kurz zuvor die Nachfolge des verstorbenen langjährigen Präsidenten Ahmed Sékou Touré angetreten hatte. Conté wurde als Vorsitzender des Militärrates Staatsoberhaupt und Traoré am 5. April 1984 Premierminister. Sein Kabinett bestand aus 32 Ministern und Staatssekretären, darunter 8 Zivilisten. Am 18. Dezember 1984 übernahm Conté selber die Befugnisse des Regierungschefs und schaffte das Amt des Premierministers ab. Traoré gehörte dem Kabinett als Erziehungsminister weiter an.
Nach einem gescheiterten Putschversuch gegen Conté im Juni 1985 wurde er mit rund fünfzig seiner Gefolgsleute, meist ebenfalls Malinke, inhaftiert und kurz darauf hingerichtet.